# 존 J. 노리스
존 J. 노리스 주니어(영어: John J. Norris, Jr.)는 미국의 전직 외교관이다. 미국 국무부 동아시아 태평양국 차관보를 지냈다.

## 학력
- 버지니아 대학교
- 하버드 대학교
- 미국 국방참모대학교